# 福岡市立西新小学校

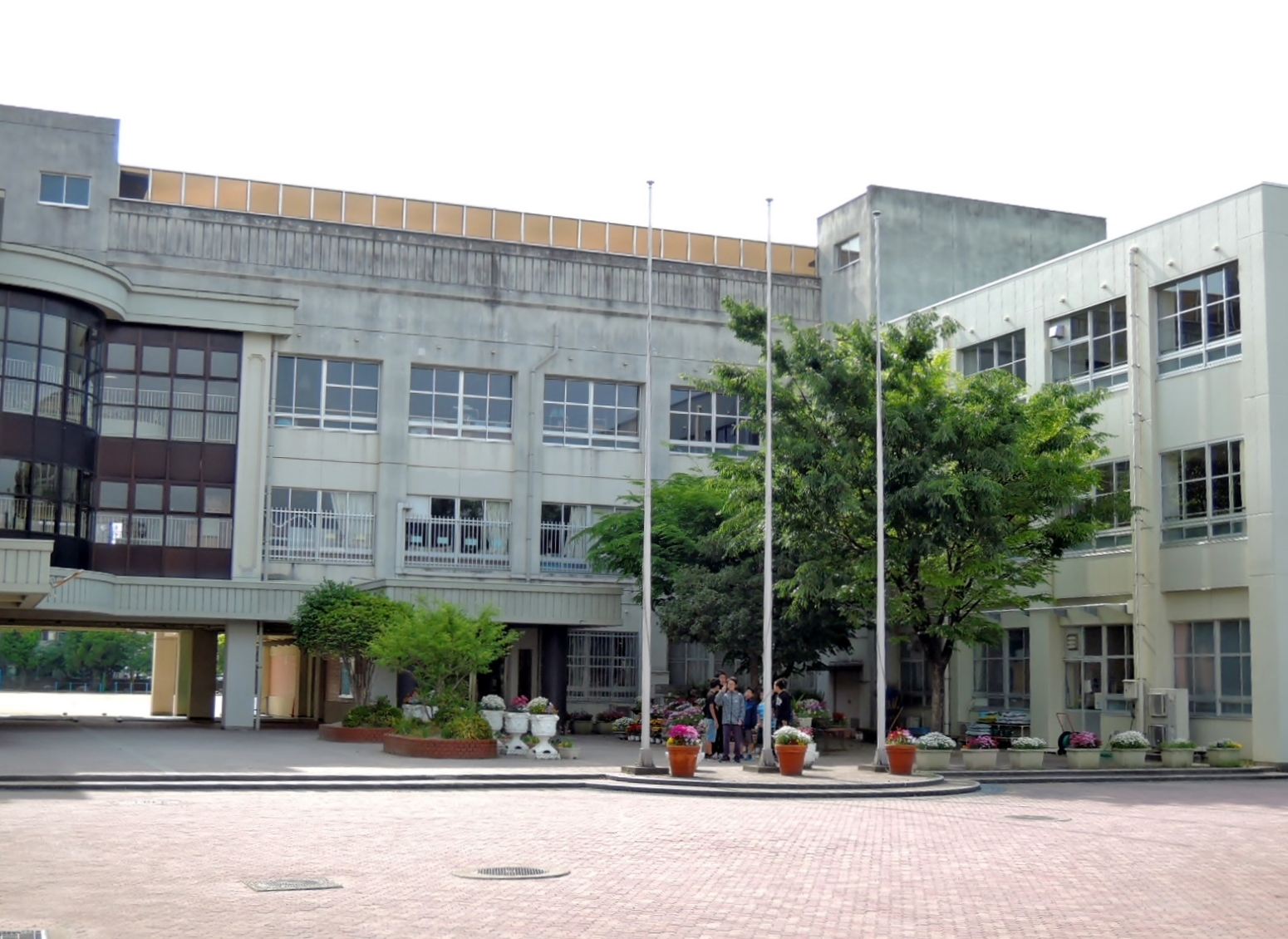
福岡市早良区にある福岡市立西新小学校

福岡市立西新小学校（ふくおかしりつ にしじんしょうがっこう）は、福岡県福岡市早良区西新6丁目にある公立小学校。

## 歴史
- 1873年（明治6年） - 西新小学校設立
- 1874年（明治7年） - 西新・百道・紅葉の3校を合併し紅葉小学校設立
- 1876年（明治9年） - 紅葉小学校を西新小学校と改称
- 1886年（明治19年） - 西新尋常高等小学校と改称
- 1922年（大正11年） - 福岡市西新小学校と改称
- 1937年（昭和11年） - 城西高等小学校新設のため、高等科廃止、西新尋常小学校と改称
- 1941年（昭和16年） - 西新国民学校と改称
- 1947年（昭和22年） - 学制改革により福岡市立西新小学校と改称。
- 1951年（昭和26年） - 福岡市立高取小学校を分離
- 1955年（昭和30年） - 福岡市立百道小学校を分離
- 1993年（平成5年） - 福岡市立百道浜小学校を分離

## 周辺
- 西南学院大学
- 福岡県立修猷館高等学校
- 西南学院小学校
- 西南学院中学校・高等学校
- 福岡市博物館
- 福岡市総合図書館
- サザエさん通り